# Джомо (лунный кратер)
Кратер Джомо (лат. Jomo) — небольшое кратероподобное образование в районе борозды Хэдли на видимой стороне Луны. Название дано по африканскому мужскому имени и утверждено Международным астрономическим союзом в 1979 г.

## Описание кратера

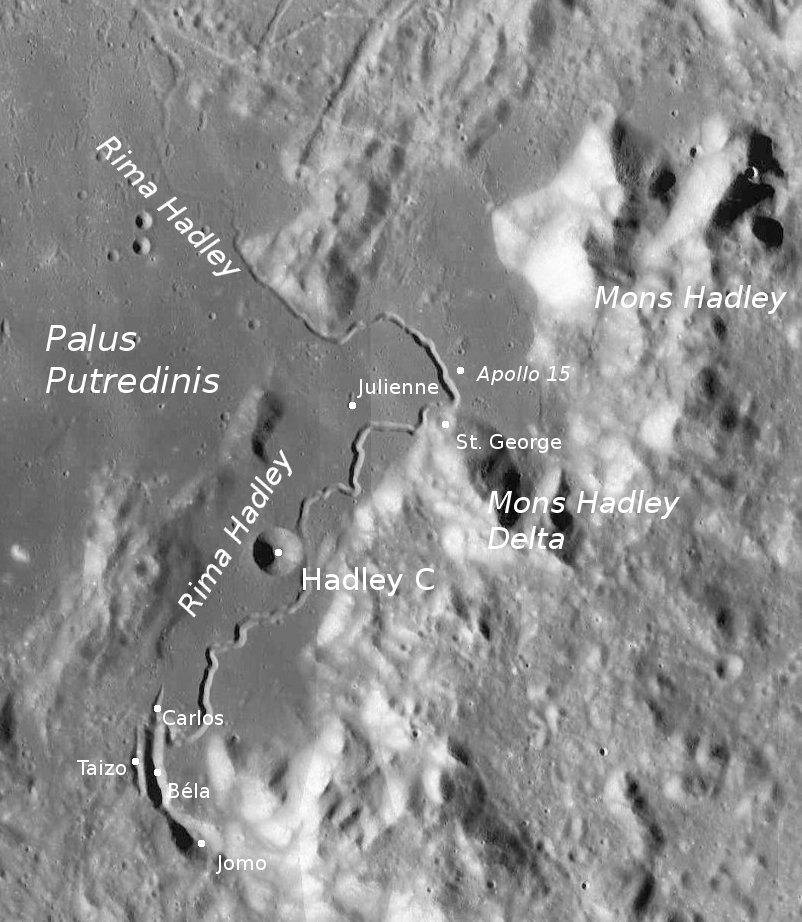
Окрестности кратера Джомо. Снимок зонда Lunar Reconnaissance Orbiter.

Кратер Джомо располагается на юго-восточном окончании борозды Хэдли. На севере от кратера находятся другие подобные образования – кратеры Карлос, кратер Бела и кратер Тайзо на западе.
Селенографические координаты центра кратера 24°25′ с. ш. 2°26′ в. д. / 24,41° с. ш. 2,44° в. д., диаметр 7,4 км, глубина 1,2 км.
Кратер Джомо имеет удлинённую форму. Природа данного образования не вполне ясна. Возможно, что кратер Джомо вместе со своими соседями, перечисленными выше, являются лишь искривлёнными сегментами более крупной циркулярной структуры. Высота вала над окружающей местностью составляет 260 м, объём кратера приблизительно 14 км³. На западе от кратера расположено болото Гниения, на востоке море Ясности, на юге горы Апеннины.

## Сателлитные кратеры
Отсутствуют.